# Aleucis
Aleucis är ett släkte av fjärilar som beskrevs av Achille Guenée 1845. Aleucis ingår i familjen mätare, Geometridae.

## Dottertaxa tillAleucis, i alfabetisk ordning[2]
- Aleucis aaron Hausmann & Stüning, 2020
- Aleucis distinctata (Herrich-Schäffer, [1839]), Slånmätare
- Aleucis mimetes (Wehrli, 1932)
- Aleucis orientalis (Staudinger, 1892)